# Abel Martin
Abel Martin, né le 5 août 1890 à Bordeaux et décédé le 9 février 1958 dans sa ville natale, est un arbitre de rugby à XV français. 

## Biographie
Abel Martin travaille à la Chambre de commerce de Bordeaux, tout en étant membre du Comité Côte d'Argent. En tant qu'arbitre, il a eu le privilège d'arbitrer quatre finales du championnat de France dont trois consécutivement (fait unique) durant les années 1930 : 1931, 1933, 1934 et 1935.